# Isaac de Razilly
Isaac de Razilly, né le 5 juillet 1587 en pays chinonais au château des Eaux-Melles/Oiseaumelles à Roiffé (généralité de Touraine en France) et mort en décembre 1635,,, à La Hève, Acadie (Canada). Il joua un rôle de premier plan dans l'histoire de l'Acadie et de la Nouvelle-France, dont il fut gouverneur et vice-roi de 1632 à sa mort.

## Biographie
Il est le fils de François de Razilly (1545-1600) et de Catherine de Villiers (décédée en 1604),. Admis de minorité dans l’ordre de Saint-Jean de Jérusalem, il fait ses caravanes pour se former à la mer et devenir chevalier en 1605. Isaac de Razilly reçut en charge la commanderie de L'Île-Bouchard (Indre et Loire) en 1621 et sera alors connu sous le nom de commandeur de Razilly.
Isaac de Razilly avait trois frères, tous marins comme lui. Claude le cadet l’accompagna en Acadie. Gabriel fut tué à Montpellier en 1622, il était chevalier de Malte depuis 1591 et François qui dirigea la colonie Saint-Louis de Maragnan au Brésil avec Daniel de la Touche de la Ravardière, premier gouverneur de cette région sub-amazonienne sous Henri IV.
Ses parents possédaient plusieurs châteaux en Touraine, aux Eaux-Melles, à Beaumont-en-Véron (berceau de la famille de Razilly) ainsi qu'à Cuon (Maine-et-Loire) (où naîtra en 1579 Gabriel), berceau de la famille de Villiers à Bocé.

### Carrière dans la marine
Isaac de Razilly est capitaine de la Marine royale. À la suite de cinq campagnes victorieuses contre les corsaires marocains (1619-1631), il est surnommé le « Loup de France ». Il passe à la marine royale française dans laquelle il sert brillamment, et est nommé, en 1623, chef d'escadre de Bretagne, par le cardinal de Richelieu, son voisin de Touraine. En 1625, lors du siège de La Rochelle, il défait la flotte anglaise et est grièvement blessé, il y perdra un œil. Outre l’océan, il s’intéresse très tôt à la découverte de nouveaux territoires. En 1612, avec ses frères il envisage une expédition colonisatrice au Brésil. Il accompagne son frère François sur l’île de Maragnan à bord du navire Sainte-Anne. Le projet échoue à la suite des attaques portugaises. Il se rapproche alors de Samuel de Champlain et porte son intérêt sur l’Amérique du Nord.
Il écrit pour Richelieu le Rapport Razilly sur les colonies qui intéresse au plus haut point le Cardinal. Il persuade alors Richelieu de renvoyer Samuel de Champlain à Québec. En 1632, à la demande de Richelieu, Isaac de Razilly dirige la cinquième filiale de la Compagnie des Cents (dont fait aussi partie Samuel de Champlain), compagnie chargée d’exploiter les postes de traite et les forts de la Nouvelle-France. Cette filiale est toute dévouée au développement de l’Acadie. Samuel de Champlain aidera alors Isaac de Razilly dans son projet acadien, largement accompagné par le soutien du cardinal de Richelieu.

### Carrière en Acadie
Le 4 juillet 1632 (à la suite du traité de Saint-Germain-en-Laye), il embarque à Auray (Bretagne) sur l’Espérance de Dieu en direction de l’Acadie avec comme capitaine son cousin Charles de Menou d'Aulnay. Un autre vaisseau est commandé par son frère Claude de Launay-Razilly. Trois cents hommes d'élite sont du voyage (d'origines inconnues) ainsi que 3 capucins. Il prend possession de l'habitation de Port-Royal et en fait le centre d'une colonie française. Avec des amis négociants, Isaac de Razilly et son frère Claude de Launay-Razilly, qui en sera administrateur, ils établissent la Compagnie Razilly-Cordonnier.
Ils s’établissent en premier à La Hève et y construisent une batterie fortifiée sur un site encore appelé Fort-Point. Il décide alors de reprendre Port-Royal occupé par des écossais. Il ne fait preuve d’aucune violence et propose aux prisonniers écossais de les ramener chez eux et de leur racheter les terres. Son but est alors de développer économiquement la colonie. Il est aidé par Nicolas Denys véritable entrepreneur. Cet homme va créer une exploitation forestière de premier ordre et fonder Port-Rossignol (Liverpool (Nouvelle-Écosse). Pendant ce temps, Isaac de Razilly construit le fort Saint-François, au Nord-Est de l’Acadie, pour la traite des fourrures. Il développe de solide relation avec les Micmacs et favorise le métissage à l’instar de Samuel de Champlain.
Un de ses lieutenants et cousin, Charles de Menou d'Aulnay de Charnizay, joue un rôle décisif dans le maintien d'un flot régulier de navires entre la colonie et la France. Razilly s'empare aussi du fort anglais de Pentagouët pour assurer aux Français d'être les seuls Européens implantés en Acadie. Après sa mort Louis XIII, par lettre patente du 10 février 1638, il partage son commandement : Charles de Saint-Étienne de La Tour pour l’Acadie et Charles de Menou d'Aulnay de Charnizay pour la côte des Etchemins mais c’est son frère Claude de Launay-Razilly qui en a la nue-propriété.
Isaac de Razilly fut un des colons les plus actifs et capables de la Nouvelle-France. En 1644, Port-Royal comptait 200 personnes et La Hève près de 50. Port-Royal devint le berceau de l’Acadie grâce à lui mais les archives d'Acadie ayant été brûlées pour la plupart les origines des colons vers l'Acadie à cette époque restent inconnues, on peut seulement supposer qu'ils étaient français,.